# کرشن نگر
کرشن نگر (به انگلیسی: Krishan Nagar) یک منطقهٔ مسکونی در پاکستان است که در پنجاب واقع شده‌است. کرشن نگر ۲۰۱ متر بالاتر از سطح دریا واقع شده‌است.